# Jason Tunks
Jason Tunks (London, 7 maggio 1975) è un discobolo canadese.

## Palmarès
| Anno | Manifestazione      | Sede          | Evento           | Risultato | Misura  | Note |
| ---- | ------------------- | ------------- | ---------------- | --------- | ------- | ---- |
| 1994 | Mondiali juniores   | Lisbona       | Getto del peso   | 10º       | 16,21 m |      |
| 1994 | Mondiali juniores   | Lisbona       | Lancio del disco | 8º        | 52,44 m |      |
| 1996 | Olimpiadi           | Atlanta       | Lancio del disco | 33º       | 55,84 m |      |
| 1997 | Mondiali            | Atene         | Lancio del disco | 9º        | 62,30 m |      |
| 1998 | Commonwealth        | Kuala Lumpur  | Lancio del disco | Bronzo    | 62,22 m |      |
| 1999 | Giochi panamericani | Winnipeg      | Lancio del disco | Bronzo    | 61,75 m |      |
| 1999 | Mondiali            | Siviglia      | Lancio del disco | 20º       | 60,20 m |      |
| 2000 | Olimpiadi           | Sydney        | Lancio del disco | 6º        | 65,80 m |      |
| 2001 | Mondiali            | Edmonton      | Lancio del disco | 9º        | 63,79 m |      |
| 2002 | Commonwealth        | Manchester    | Lancio del disco | Argento   | 62,61 m |      |
| 2003 | Giochi panamericani | Santo Domingo | Lancio del disco | Oro       | 63,70 m |      |
| 2003 | Mondiali            | Parigi        | Lancio del disco | 11º       | 62,21 m |      |
| 2004 | Olimpiadi           | Atene         | Lancio del disco | 15º       | 61,21 m |      |
| 2005 | Mondiali            | Helsinki      | Lancio del disco | 8º        | 63,77 m |      |
| 2006 | Commonwealth        | Melbourne     | Lancio del disco | Argento   | 63,07 m |      |